# Premi Princesa d'Astúries de les Arts
El Premi Princesa d'Astúries de les Arts és un premi cultural, instituït el 1981. Està concedit a la persona, grup de persones o institució la tasca de la qual en l'arquitectura, cinema, dansa, escultura, música, pintura i altres expressions artístiques, constitueixi una aportació rellevant al patrimoni cultural de la Humanitat.
El premis són atorgats per la Fundació Príncep d'Astúries, de la qual Felip de Borbó i Grècia és el president honorari. Els premis són lliurats durant una cerimònia celebrada a Oviedo, capital del Principat d'Astúries.

## Llista de guardonats en la categoria arts
- 2024: Joan Manuel Serrat
- 2023: Meryl Streep
- 2022: Carmen Linares i María Pagés
- 2021: Marina Abramović
- 2020: Ennio Morricone i John Williams
- 2019: Peter Brook[3]
- 2018: Martin Scorsese[4]
- 2017: William Kentridge[5]
- 2016: Núria Espert[6]
- 2015: Francis Ford Coppola[7]
- 2014: Frank Gehry[8]
- 2013: Michael Haneke[9]
- 2012: Rafael Moneo[10]
- 2011: Riccardo Muti[11]
- 2010: Richard Serra[12]
- 2009: Norman Foster[13]
- 2008: Orquestas Juveniles e Infantiles de Venezuela[14]
- 2007: Bob Dylan[15]
- 2006: Pedro Almodóvar[16]
- 2005: Maia Plissétskaia i Tamara Rojo
- 2004: Paco de Lucía
- 2003: Miquel Barceló
- 2002: Woody Allen
- 2001: Krzysztof Penderecki
- 2000: Barbara Hendricks
- 1999: Santiago Calatrava Valls
- 1998: Sebastião Salgado
- 1997: Vittorio Gassman
- 1996: Joaquín Rodrigo Vidre
- 1995: Fernando Fernán Gómez
- 1994: Alícia de Larrocha
- 1993: Francisco Javier Sáenz de Oiza[17]
- 1992: Roberto Matta Echaurren
- 1991: Victòria dels Àngels, Teresa Berganza, Montserrat Caballé, Josep Carreras, Pilar Lorengar, Alfredo Kraus i Plácido Domingo.
- 1990: Antoni Tàpies
- 1989: Óscar Niemeyer
- 1988: Jorge Oteiza
- 1987: Eduardo Chillida
- 1986: Luis García Berlanga
- 1985: Antonio López García
- 1984: Orfeón Donostiarra
- 1983: Eusebio Sempere
- 1982: Pablo Serrano Aguilar
- 1981: Jesús López Cobos